# Famille de Sercey
La famille de Sercey est une famille subsistante de la noblesse française d’origine bourguignonne.
Cette famille de noblesse d'extraction compte parmi ses membres des personnalités militaires, politiques et ecclésiastiques ayant servi tour à tour les ducs de Bourgogne, les rois de France et des Français, les empereurs des Français, et la République française.

## Histoire

### Patronyme
Son nom, historiquement orthographié Serciaco dans les sources de langue latine, mais aussi, entre autres, Sercy, Cercy, ou Cersy proviendrait de la seigneurie de Sercy, en Mâconnais,.

### Sous l'Ancien Régime et la Révolution
Lors de la grande enquête sur la noblesse de 1666, François de Sercey, seigneur d'Arconcey, défend avec succès son ascendance directe d'Anséric de Sercey, époux d'Aluis de Brancion, nommé en 1264 comme vassal d’Hugues IV de Bourgogne, et revendique sa parenté avec des Sercey plus anciens encore. Son contemporain Antoine François Ferrand, alors intendant de la généralité de Bourgogne, dans son Mémoire pour l'instruction du duc de Bourgogne rédigé en 1698, mentionne en effet pour la « très ancienne » maison de Sercey « des preuves de 1094 et 1202 », citant « Anséric de Sercey [qui] se croisa pour le voyage en Terre Sainte ». Les archives de l'abbaye de Cluny enregistrent quant à elles en 1206 la donation d'une relique, la tête du pape saint Clément de Rome subtilisée à un monastère de Constantinople, par le chevalier Damas de Sercey et le récit de cette translation dans le cadre de la quatrième croisade.
L'archiviste Claude Rossignol décrit la famille comme « une des plus anciennes et plus illustres de Bourgogne ». L'historien Jules d'Arbaumont fait lui remonter la généalogie de la famille à Honoré de Sercey, vivant en 1260, tandis que l'héraldiste Henri Jougla de Morenas dans le Grand Armorial de France retient pour les Sercey une ascendance de Jean de Sercey, en 1312. Le généalogiste Régis Valette dans son Catalogue de la noblesse française subsistante retient quant à lui comme date du principe de noblesse pour cette famille l'année 1464.
La famille est admise aux États de Bourgogne en 1397, avec l'élection de Josserand de Sercey, écuyer et bailli du Charolais, lors des États réunis pour payer la rançon de Jean « Sans-Peur » de Bourgogne, après sa capture à la bataille de Nicopolis. Henri de Sercey est nommé en 1405 parmi les chevaliers combattant sous les ordres de ce même duc dans ses conflits avec Louis Ier d'Orléans. Aux États de 1430 est élu Guillaume de Sercey, bailli de Chalon et premier écuyer d'écurie du duc Philippe le Bon. On retrouve par la suite des représentants de la famille à la quasi-totalité de ces assemblées ponctuelles jusqu'en 1775. Les Sercey font alors partie de l'entourage de la maison ducale de Valois-Bourgogne : Marguerite de Sercey, épouse de Jacques de Villers, est notamment gouvernante du jeune Charles le Téméraire jusqu'en 1441. Selon Pierre de Saint-Julien de Balleure, historien bourguignon écrivant au XVIe siècle, les Sercey sont alors « les plus riches de tous les chevaliers et écuyers du pays ». Ils s'impliquent de plus à la Chambre des comptes de Bourgogne, avec plusieurs élections au rang de chevalier d'honneur. 
À partir du XVe siècle, au service du roi de France, on peut nommer Antoine de Sercey, maréchal des logis de la Maison du roi ; Denis de Sercey, lieutenant des archers et capitaine dans la Garde du corps du roi ; Jean de Sercey, capitaine dans cette même unité et chevalier de l'Ordre de Saint-Michel. Se suivent alors plusieurs générations de capitaines de cavalerie et d'infanterie : Antoine de Sercey, des chevau-léger de la Garde ; Noël de Sercey, du régiment de Condé, tombé à la bataille de Fribourg ; François de Sercey, précédemment mentionné, du régiment d'Enghien ; Jean-Jacques de Sercey, du régiment de Lorraine-Dragons, chevalier de l'Ordre de Saint-Louis, etc.
Dans la seconde moitié du XVIIIe siècle la famille se lance dans l’entreprise coloniale française, particulièrement à Saint-Domingue. Louis-Charles de Sercey, lieutenant du roi à Port-au-Prince, et son frère Jean-Baptiste de Sercey font enregistrer leurs armes sur l’île en 1762 et 1770, s'établissant comme planteurs dans la plaine de Léogâne,, à Mirebalais et à Torbeck, dans la région des Cayes. Ils s'intègrent rapidement dans la société créole, épousant des filles de familles de « grands blancs », les Benech de Solon et les La Buissonnière : les indemnités perçues en 1825 par leurs descendants témoignent de l'importance de leurs exploitations.
Leur frère, Pierre César Charles de Sercey, s'engage quant à lui dans la Marine royale en 1766. En 1772, il rejoint Yves Joseph de Kerguelen dans sa campagne d’exploration des mers australes et prend ainsi part à la découverte de l'archipel des Kerguelen. De 1778 à 1783, il sert avec distinction lors de la Guerre d'indépendance américaine, notamment au siège de Pensacola. Stationné aux Antilles, il ne prend pas part aux événements révolutionnaires de 1789, mais, favorable dans une certaine mesure aux idées nouvelles, il ne suit pas la gronde agitant alors les colonies et aide à la réprimer. Il est témoin des débuts de la révolution haïtienne, jusqu'au point d'orgue de la chute du Cap-Français, où il recueille sur une flotte de fortune des milliers de colons rescapés, qu'il mène vers l'embouchure de la baie de Chesapeake. 

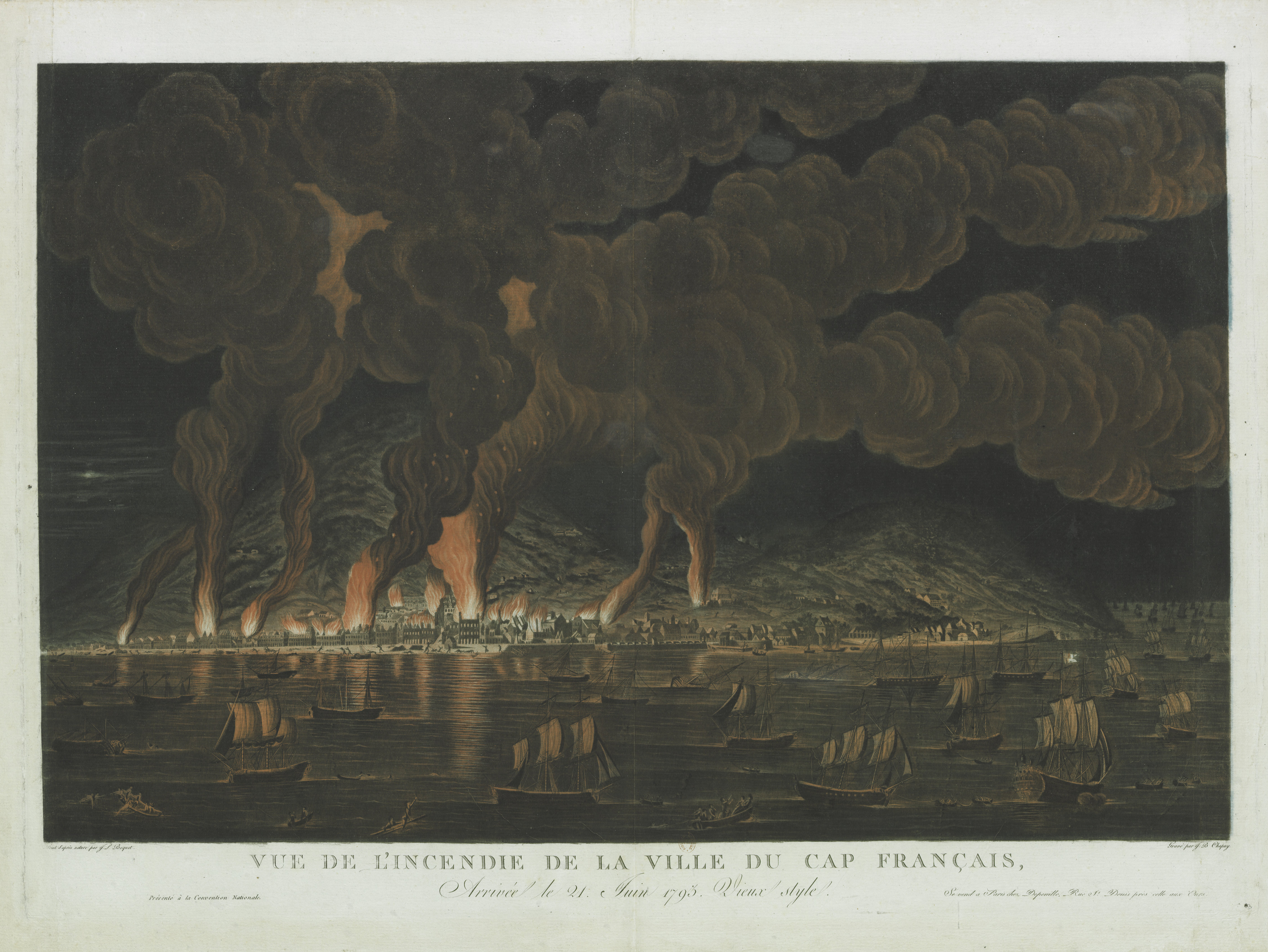
Vue de l’incendie de la ville du Cap-Français, 21 juin 1793, gravure coloriée de Jean-Baptiste Chapuy, 1794, Bibliothèque nationale de France. La flotte de fortune de l'amiral Sercey est représentée au premier plan.

Emprisonné à son retour en France, il est sauvé par la chute de Robespierre et est réintégré dans son grade sous le Directoire. Il prend alors le commandement de la division navale française de l’océan Indien. À son arrivée à Port-Nord-Ouest, il ne soutient pas les commissaires révolutionnaires chargés de faire abolir l’esclavage dans les Mascareignes, qui sont expulsés manu militari par les colons. Sercey mène par la suite une guerre de course avec succès pendant plusieurs années, en coopération avec le corsaire Robert Surcouf. Sa mission compromise par l'étiolement de ses forces, il prend sa retraite et s'installe en tant que planteur sur l'île de France. À la suite de la première abdication de Bonaparte, il fait partie de la délégation chargée d'aller rencontrer Louis XVIII en exil, puis se rend à Londres afin d'organiser la libération d’au moins 57 000 prisonniers de guerre. Il jouit alors d'une bonne réputation dans les cercles du pouvoir : Joseph de Villèle, premier ministre de Louis XVIII et Charles X le décrit comme « l'un des officiers les plus distingués de notre vieille marine » et il reçoit les grands-croix de l'ordre de Saint-Louis et de l'ordre de la Légion d'honneur. Il est élevé en 1832 à la dignité de pair de France par Louis-Philippe Ier et siège à la Chambre des Pairs jusqu’à sa mort en 1836.
Les branches Sercey subsistantes au XXIe siècle descendent toutes les deux de cet ancêtre commun.

### Époque contemporaine

#### XIXesiècle
Henriette de Sercey, nièce de l’amiral de Sercey, créole orpheline à l'âge de neuf ans, est recueillie en 1781 par sa tante Félicité de Genlis, femme de lettres et pédagogue. Dame de compagnie de Marie-Adélaïde de Bourbon et gouvernante des enfants de la maison d'Orléans, elle élève Henriette au pavillon de Bellechasse en compagnie des enfants d'Orléans. La jeune fille tisse des liens forts avec Adélaïde d'Orléans et Pamela de Sillery, fille illégitime de Philippe d'Orléans et de Mme de Genlis. À la Révolution, elle suit ces dernières en Angleterre, puis la tutrice et ses protégées suivent Louis-Philippe d’Orléans, futur roi des Français mais alors officier au service de la monarchie constitutionnelle, dans ses campagnes. Il aurait entretenu pour la jeune femme de vifs sentiments, la décrivant comme « fraîche comme la pêche vermeille », et lui aurait proposé un mariage qu'elle aurait refusé. L'abolition de la monarchie en 1792 et ses suites entraînent Genlis et sa nièce vers l'émigration. Elles s'installent alors à Hambourg, et Henriette épouse en 1795 un riche banquier de trente ans son aîné, Conrad Matthiessen, avec qui elle entretient un salon couru. Ce marriage ne dure pas : elle divorce en 1801 pour épouser la même année Gaspard de Finguerlin-Bischingen, qui lui fait la cour depuis déjà plusieurs années. Elle rentre d'exil sous les auspices de Bonaparte, devient dame du palais d'Élisa Bonaparte, puis par la suite devient préceptrice de sa fille Élisa Napoléone Baciocchi. À la Restauration, elle reste une fidèle des Orléans et est donc à la suite des Trois Glorieuses une habituée de la cour de la monarchie de Juillet : les Sercey sont alors des « intimes », une « famille aimée de la maison d'Orléans ».
Trois des fils de l'amiral de Sercey le suivent dans le métier des armes. L'aîné Éole de Sercey suit son père dans la marine, servant aux Indes lors des guerres napoléonienne, puis dans la cavalerie des armées impériales, en particulier lors de la campagne d'Allemagne de 1813. Le second fils de l'amiral, Charles-Maurice de Sercey, auteur de la branche aînée des Sercey, sert dans la cavalerie, est fait chevalier de la Légion d'honneur en 1831 et reçoit l'ordre de Léopold de Belgique. 

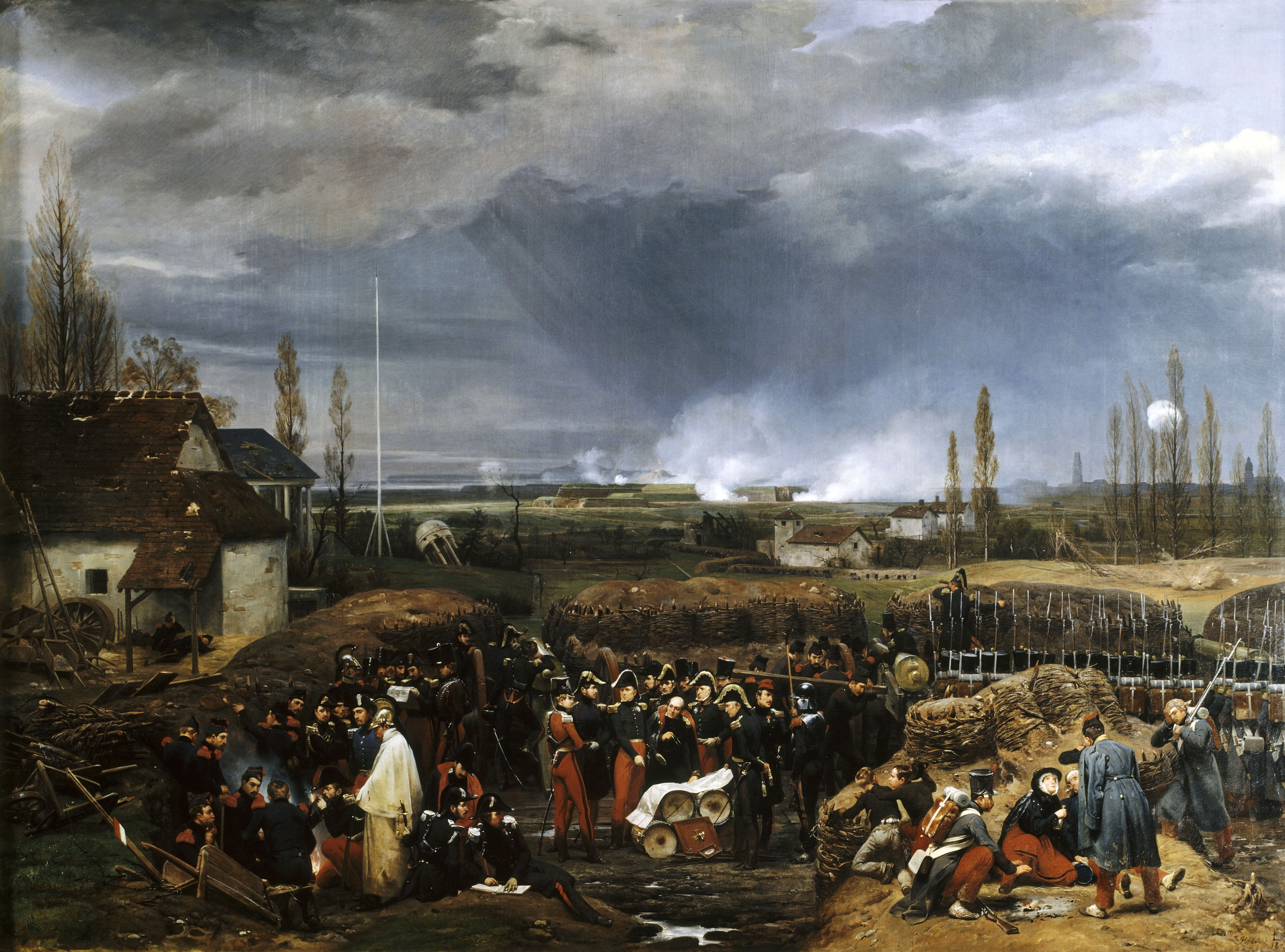
Attaque de la citadelle d’Anvers, 22 décembre 1832, huile sur toile d'Horace Vernet, 1840, Château de Versailles. Henri de Sercey est représenté tenant un plan.

Le benjamin, Henri de Sercey, sert lui aussi dans la marine. Il prend part aux combats contre les corsaires barbaresques puis à la conquête de l'Algérie. Par la suite capitaine de hussards, il est aide de camp du maréchal Gérard et prend part à la Campagne des Dix-Jours et au siège de la citadelle d'Anvers. Lors de la révolution de 1848, il est chargé par le maréchal de braver l’insurrection pour obtenir un acte d'abdication du roi réfugié aux Tuileries dans l’espoir de préserver la monarchie, et est présent lors de la signature de cet acte par Louis-Philippe. Selon ses souvenirs, c'est même lui qui pose au monarque la question qui décide finalement celui-ci à abdiquer. Promu colonel, il se rallie au coup d'état de 1851 de Louis-Napoléon Bonaparte, et matte l'insurrection républicaine qui s'ensuit dans le Var, s'attirant par sa conduite les foudres des républicains. Il est ainsi décrit comme « l'un des colonels les plus intelligents du bonapartisme » par l'abolitionniste et député exilé Victor Schœlcher. Proche du nouveau pouvoir impérial, l’une de ses sœurs étant de plus rattachée à la maison de l’influente Mathilde Bonaparte, il est pressenti pour continuer son ascension dans les rangs de l'armée. Mais il est rattrapé en 1853 par ses dettes et surtout par des accusations d'escroquerie et d'abus de confiance, ayant obtenu un prêt important qu'il n'a jamais remboursé. Jugé coupable par un conseil de guerre, cette affaire a un fort retentissement, embarrasse le pouvoir et sa famille et brise sa carrière militaire. Condamné à cinq ans de prison, il est gracié par l'empereur, mais Sercey n'a de cesse d'essayer de faire réviser cette décision, allant jusqu'au Conseil d'État et à la pétition devant le Sénat, sans succès. Henri de Sercey est néanmoins chargé en 1858 par Alexandre Colonna-Walewski d'une mission en Birmanie, visant à tisser des liens avec le roi Mindon Min.

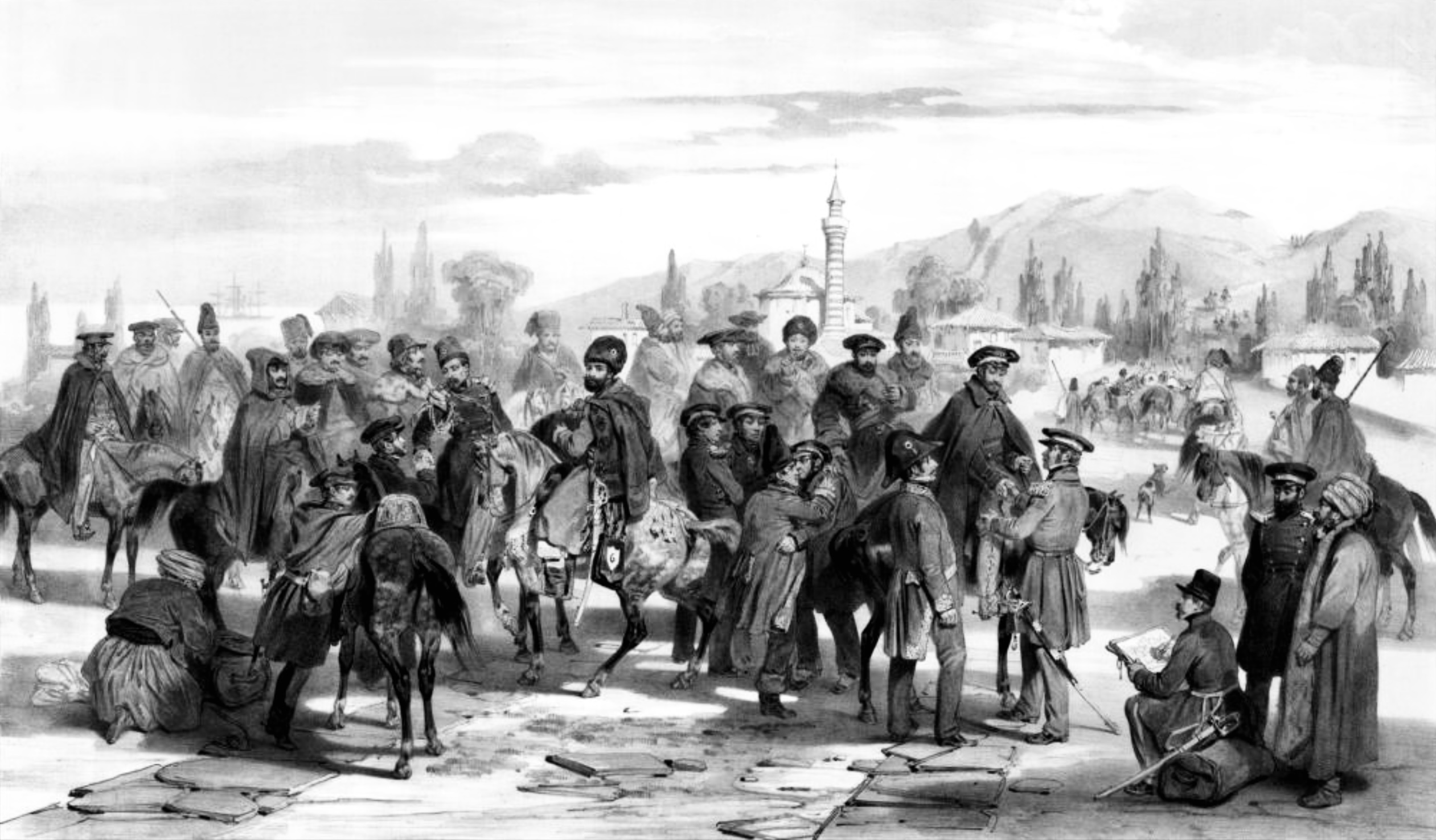
Départ de Trébizonde pour Téhéran, le 15 décembre 1839, lithographie d'après Eugène Flandin. Édouard de Sercey y est représenté avec ses compagnons de la mission Sercey.

Le troisième fils de l’amiral de Sercey, Édouard de Sercey, auteur de la branche cadette des Sercey, choisit la carrière diplomatique. Il est chargé en 1839 par Jean-de-Dieu Soult d'une mission en Perse alors dirigée par Mohammad Qadjar. Cette mission est, selon ses instructions, « avant tout une mission de courtoisie », espérant poser les bases de futures relations avec l'empire perse. Sercey est accompagné par Charles de La Valette et Charles de Beaufort d'Hautpoul, mais aussi par l'architecte Pascal Coste et le peintre orientaliste Eugène Flandin. La mission Sercey arrive en 1840 à Téhéran après une éprouvante traversée du haut-plateau arménien, où elle est reçue avec des fastes dont l'importance résonne jusqu'à Paris. Le Charivari y consacre un article ironisant autant sur les réactions françaises que sur les fastes perses : « Cette ambassade est la plus délicieuse petite-maîtresse que nous connaissions ; elle est coquette, elle est régence, elle est Pompadour. Elle va en Perse comme elle allait à l’Opéra, en gants jaunes et en escarpins vernis ». Rencontrant à de nombreuses reprises le shah et son vizir Hadj Mirza Aghassi au cours de l'année 1840, Sercey reçoit des marques d'estime importantes, notamment le titre honorifique de « grand khan de Tartarie ». Selon ses mémoires, « ce dernier don m'enorgueillit profondément, car, collègue désormais de Tamerlan et Gengis Khan, je voyais mon nom uni à ceux de ces grands dévastateurs du monde ». Il obtient de plus des concessions en faveur des catholiques locaux ainsi que la protection des missionnaires catholiques. À son retour en France, l'ambassadeur reçoit le grade de commandeur puis de grand-officier de la Légion d'honneur, et épouse en 1844 Marie de Rumigny, fille du diplomate et pair de France Marie-Hippolyte de Rumigny. Nommé ministre plénipotentiaire au grand-duché de Hesse, sa carrière diplomatique prend fin avec la révolution de 1848 : très proche d'Alphonse de Lamartine, poète, diplomate, et désormais chef de file du gouvernement révolutionnaire, Sercey refuse le poste d'ambassadeur en Grande-Bretagne que celui-ci lui offre, par loyauté envers les Orléans. Il préfère alors se retirer au château de Rumigny, se consacrant aux études historiques, à la rédaction de ses mémoires, et à la vie d'aristocrate de province.
Le fils d'Édouard de Sercey, René de Sercey, suit son père dans la carrière diplomatique. Secrétaire d'ambassade en 1881, il est d'abord affecté près le Saint-Siège en 1882, puis sert par la suite au Monténégro à partir de janvier 1887, où il se lie d'amitié avec le prince régnant Nicolas Ier. En avril 1893, il épouse Blanche d'Andlau, fille de Gaston d'Andlau, général et sénateur. Secrétaire de l'ambassade de France à Pékin à partir de novembre 1893, il travaille à l’ouverture de l'empire Qing sur le monde et rédige une Grammaire & vocabulaire de la langue mongole, publiée en 1897. Il est par la suite consul général de Beyrouth à partir d'avril 1898 et conserve ce poste jusqu'en décembre 1904 : selon la presse de l'époque, il aurait démissionné en protestation du manque de réaction des autorités françaises face à des massacres de chrétiens ayant eu lieu en Syrie. Il retourne au Monténégro, désormais ministre plénipotentiaire de France à Cetinje. Le diplomate fait alors partie du cercle intime du prince Nicolas et la légation française, animée par son épouse, est au cœur de la vie du corps diplomatique présent dans la principauté. Un article de presse de l'époque décrit René de Sercey comme un « charmeur et gentil homme », « très grand et très fort », à « l’aspect cordial, spirituel, ouvert ». Envoyé à Luxembourg en tant qu’envoyé extraordinaire et ministre plénipotentiaire de France au Grand-Duché le 22 février 1911, il meurt subitement en mai 1912.

#### XXesiècle
Ses trois fils servent la France de différentes manières. L'aîné, Édouard de Sercey, mobilisé en 1914, sert pendant l'intégralité de la Première Guerre mondiale au sein du 12e régiment de cuirassiers, puis du 6e régiment de dragons. Blessé et cité à l'ordre à de nombreuses reprises, il finit la guerre sous-lieutenant. Alors décrit comme un « officier d'une haute valeur morale, ayant la plus noble idée de son rôle », il reçoit la Croix de guerre 1914-1918, avec palmes et étoiles d'argent, ainsi que la Légion d'honneur. D'abord attaché au Haut-Commissariat de France au Levant, au service du général Henri Gouraud dont il est proche, il perpétue par la suite la tradition familiale de service diplomatique, est notamment secrétaire de la légation française à Téhéran, mais décède prématurément en 1931, à Pékin, alors secrétaire de l'ambassade de France en Chine.
Son frère cadet, Laurent de Sercey, est engagé volontaire en novembre 1914 et suit son aîné au sein du 12e régiment de cuirassiers, puis du 6e régiment de dragons. Lui aussi sous-lieutenant à l’issue de la Guerre, blessé et cité à l’ordre à plusieurs reprises, il est alors décrit comme un « sous-officier d'un grand courage et d'un absolu dévouement », et reçoit la Croix de guerre avec palme et étoiles d'argent et de bronze, la Légion d'honneur, ainsi que la Médaille militaire. Il épouse en 1920 Ellen « Nelly » Brölemann, issue d'une famille de riches négociants protestants aux racines westphaliennes, et d'une mère née dans une vieille famille américaine expatriée, les Stewart, ayant fait fortune en tant que « barons du sucre ». Elle est la nièce du peintre Julius LeBlanc Stewart. Attaché comme son frère au Haut-Commissariat au Levant à partir de 1920, au chiffre, Laurent de Sercey participe aux travaux de délimitations des frontières de la Syrie. Lui aussi proche du général Gouraud, il fait de plus la connaissance de Victor Denain et Maurice de Courson, alors comme lui jeunes officiers, avec qui il restera en lien. À son retour en France, il s'implique notamment au sein du Comité de l'Asie française, dont il est le secrétaire général adjoint. Producteur de films à la RAC, il s'attelle aussi à la publication d'ouvrages en lien avec l'histoire des Sercey. Capitaine de réserve, il commande dès le début de la Seconde Guerre mondiale et jusqu'à la fin de la bataille de France un escadron de dragons portés. Capturé après l'armistice de juin 1940, il est relâché rapidement et entre dans la résistance intérieure au sein du réseau Vaneau, au sein duquel il est introduit par Jacques Tarbé de Saint-Hardouin. Transmettant des renseignements militaires et économiques grâce à ses liens au sein de la Standard Française des Pétroles, il héberge par la suite des membres du réseau ainsi que des parachutistes alliés, et protège des Juifs. Inquiété plusieurs fois par la Gestapo, il échappe, parfois de peu, à l’arrestation ou toute conséquence sérieuse : selon lui, il a simplement « eu de la chance ». Emprisonné à Fresnes à la Libération à la suite d'une dénonciation calomnieuse, il est rapidement innocenté et acquitté « avec ovation » par « des communistes ». Il reçoit la Croix de guerre 1939-1945 pour ses services sous l'Occupation.
Leur frère benjamin, Raoul de Sercey, est lui aussi engagé volontaire en juillet 1916 et sert au sein du 83e régiment d'artillerie lourde. Il entame par la suite une carrière en Chine, où il épouse Suzanne Buissière, fille de Jean-Augustin Bussière, docteur français sinisant et figure importante de la communauté française locale. Directeur des postes à Canton, puis directeur de la Banque d’Épargnes des Postes Chinoises, il fait partie de ceux qui répondent à l'appel de la France libre à Hong Kong et s'attire ainsi l'inimitié des autorités françaises dans la région loyales au gouvernement de Vichy. En 1941, après l’entrée en guerre contre les puissances occidentales de l’empire nippon et la capture de la colonie, il échappe à l'internement par les forces japonaises car citoyen d’un pays désormais « neutre ». Il s'engage au service des prisonniers militaires et civils détenus au camp de Stanley et de Sham Shui Po. Rapidement en lien avec le British Army Aid Group, unité du MI9, il est interrogé par la Kenpeitai à plusieurs reprises. Courant des risques importants, il est invité à quitter l’île par le BAAG : trompant la vigilance japonaise, il rejoint les renseignements britanniques à Huizhou en avril 1944, et présente un rapport détaillé des conditions de détention des prisonniers de guerre, offrant de plus ses services dans l’effort de guerre contre le Japon. Après la guerre, il travaille pour la Banque internationale pour la reconstruction et le développement, effectuant des visites en Extrême-Orient en tant qu’observateur et représentant de la Banque mondiale. C’est en cette capacité qu’il représente la Banque devant le Conseil économique et social des jeunes Nations unies en novembre 1947. Il meurt, lui aussi prématurément, en 1948.
La famille de Sercey est admise au sein de l’Association d’entraide de la noblesse française le 20 décembre 1947.

## Postérité

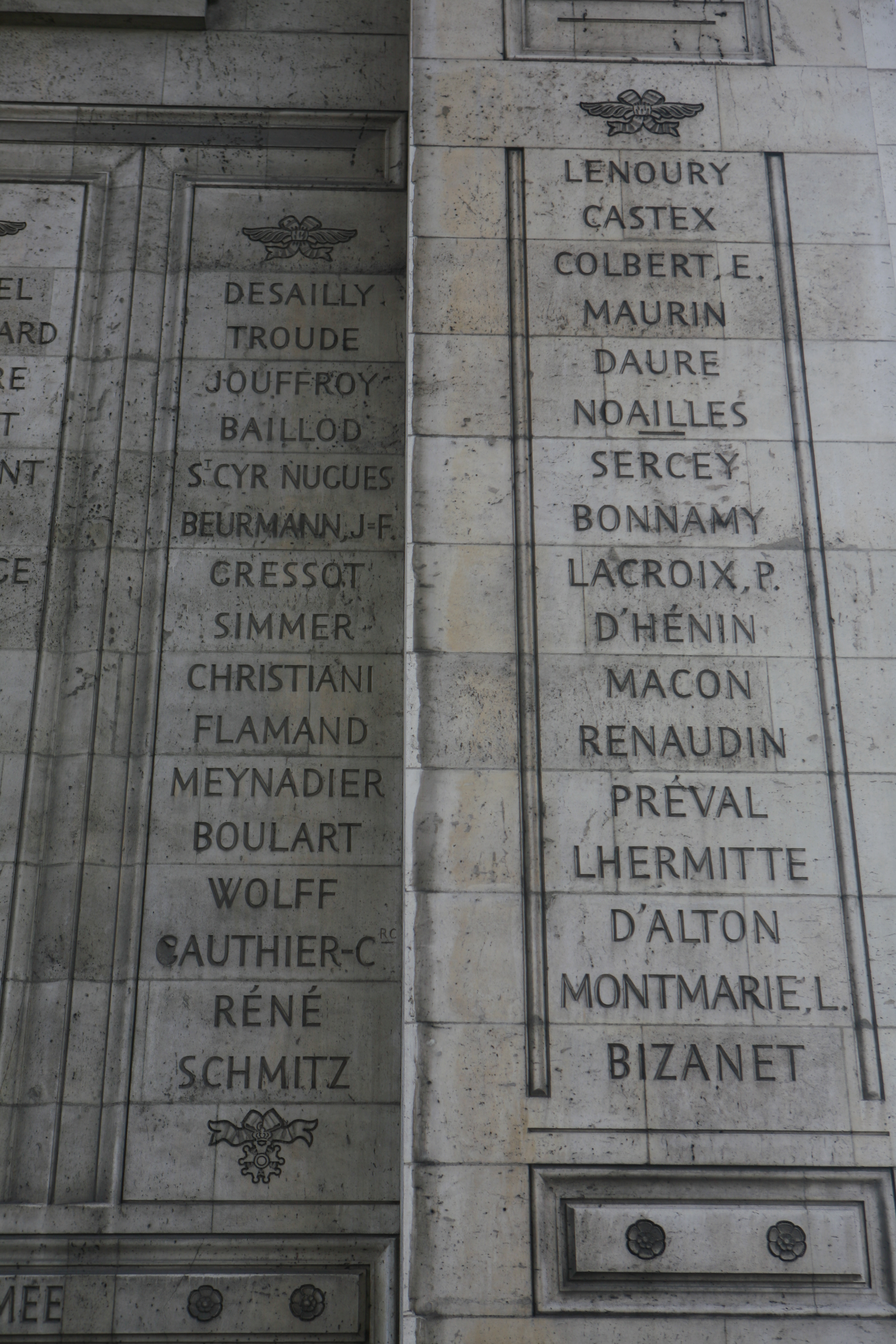
Colonne 40 de l'Arc de Triomphe.

Le nom Sercey est inscrit sur le pilier ouest de l'arc de triomphe de l'Étoile, colonne 40, en reconnaissance des efforts de l'amiral de Sercey lors des guerres de la Révolution française, particulièrement à la tête de la division navale française de l'océan Indien.
Il existe de plus une rue de Sercey située à Mâlain et il a existé une « caserne Sercey » au Creusot jusqu'à sa destruction lors des bombardements de la Seconde Guerre mondiale.

## Alliances
Les principales alliances de la famille de Sercey sont : de Damas, de Brancion, de Broys, de Seguin, de Flandre-Dampierre, de Villers-la-Faye, de La Marche, de Bar, d'Estrées, de Saint-Amour, de Messey, de Genlis, de Brassey, de Chissey, de Renier de Monmoyen, de Vingles, de Clugny, de Jaucourt, du Crest, de Cailleau, de Finguerlin, de Montesquiou, de Rumigny, de Biolley, de Butler, d'Andlau, du Pouget, de Sparre, de Nicolaÿ,,.

## Portraits

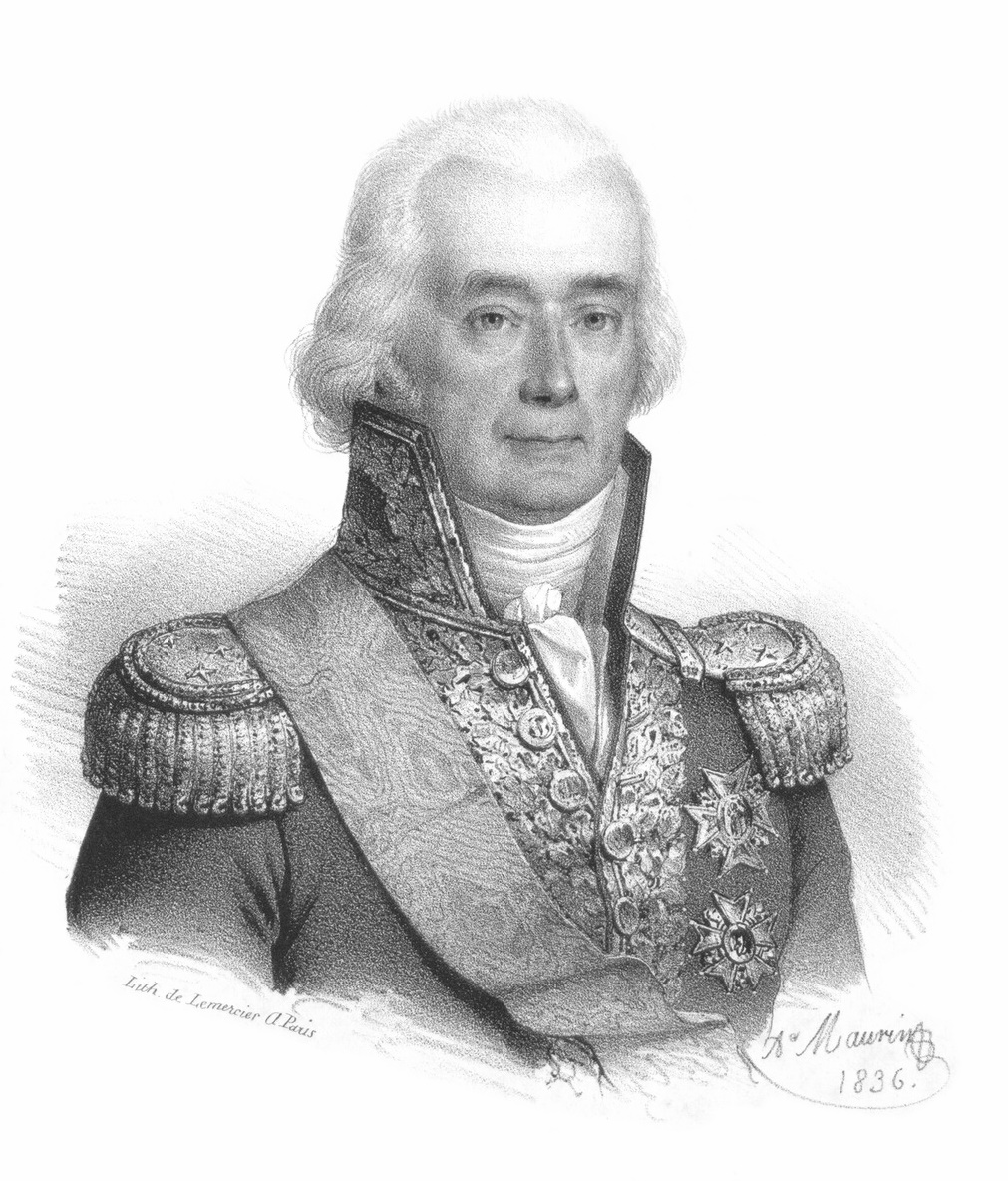
Pierre César Charles de Sercey
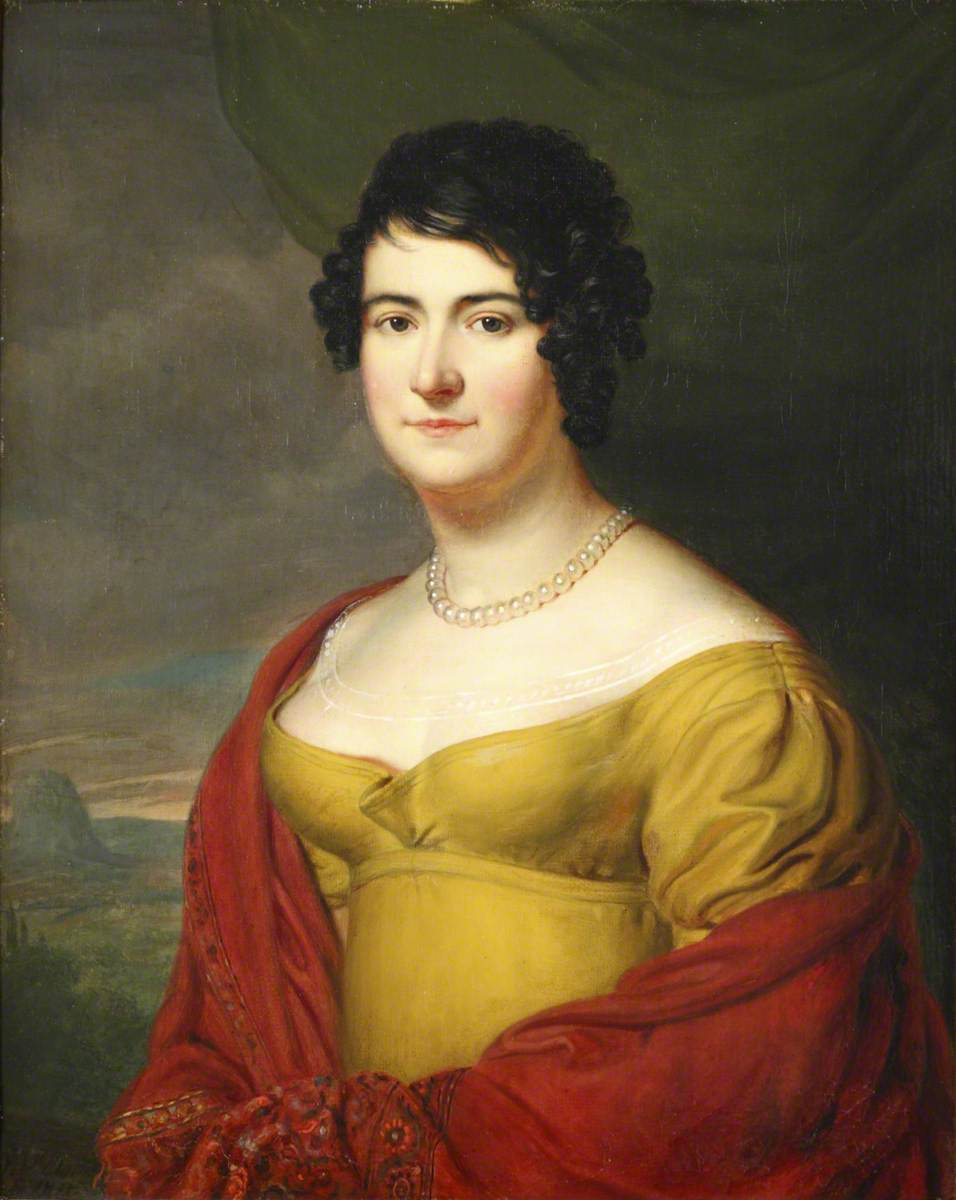
Henriette de Sercey
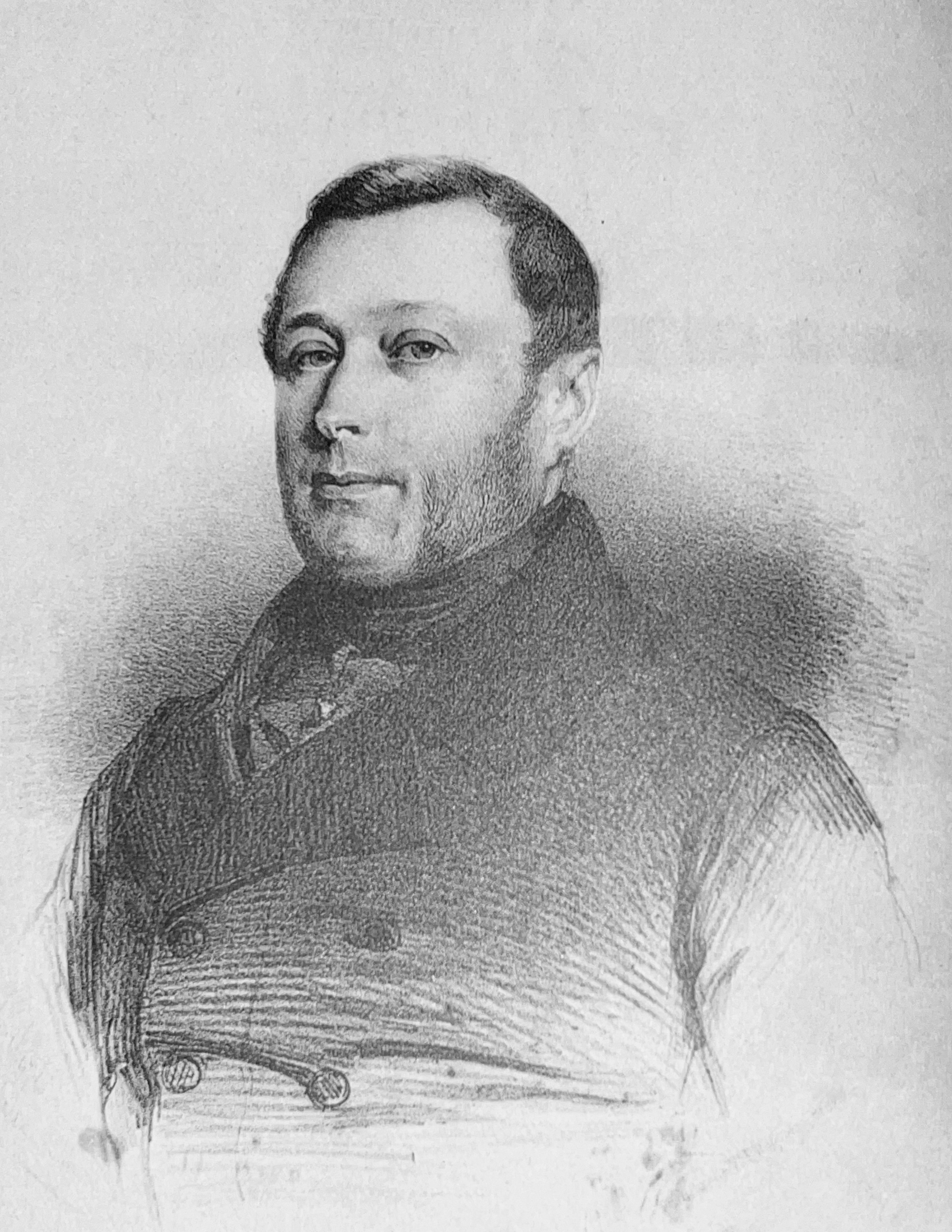
Édouard de Sercey
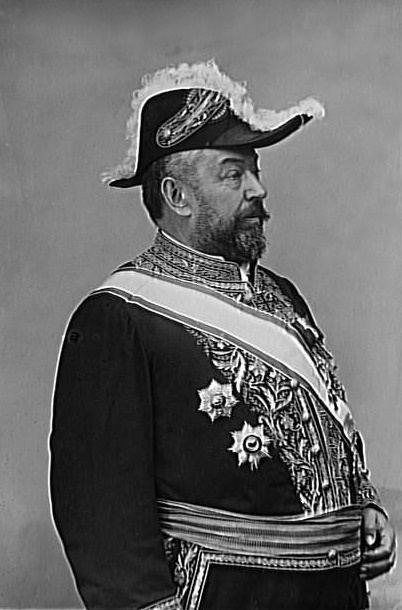
René de Sercey

### Sources et bibliographie
- Claude Rossignol, Des libertés de la Bourgogne, Autun, Société éduenne, 1851
- Henri Beaune et Jules d'Arbaumont, La noblesse aux états de Bourgogne de 1350 à 1789, Dijon, Lamarche, 1864
- Jules d'Arbaumont, Armorial de la chambre des comptes de Dijon, Dijon, Lamarche, 1881
- Jean-Baptiste Rietstap, Armorial général, t. 2, Gouda, G. B. van Goor Zonen, 1884
- Albert Révérend, Annuaire de la noblesse de France et des maisons souveraines de l'Europe, vol. 61, Paris, 1906.
- Édouard de Sercey et Laurent de Sercey, Une ambassade extraordinaire : la Perse en 1839-1840, Paris, L'Artisan du Livre, 1928
- Henri Jougla de Morenas et Raoul de Warren, Grand Armorial de France, t.  6, Paris, Société du Grand Armorial de France, 1948
- Michel Authier et Alain Galbrun, État de la noblesse française subsistante, t. 7, Jacques Dell'Acquo, 1979
- Antoine François Ferrand et Daniel Ligou, L'intendance de Bourgogne à la fin du XVIIe siècle, Paris, Éditions du Comité des travaux historiques et scientifiques, 1988
- Patrick de Sercey, From Chateau to Log Cabin: An Existentialist in search of America, Moon Bear Press, Santa Fe, 2000
- Régis Valette, Catalogue de la noblesse française subsistante, Paris, Robert Laffont, 2002